# Jakob Adam (Grafiker)
Jakob Adam (* 9. Oktober 1748 in Wien; † 16. September 1811 ebenda) war ein österreichischer Kupferstecher. Seit 1771 wurde er an der Kupferstecherakademie in Wien ausgebildet. Er hat viele Kupferstiche zu bekannten österreichischen Personen angefertigt, außerdem hat er viele Bilder für die Wiener Bilderbibel (1803) angefertigt.

## Werke (Auswahl)

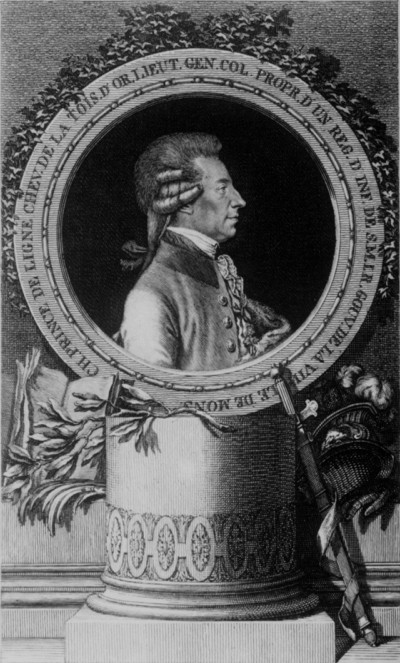
Jakob Adam: Charles-Joseph de Ligne, Kupferstich 1785

Jakob Adam hat für gedruckte Werke, aber auch für Medaillons gestochen. Sein Stil wird als „sehr zart und miniaturartig mit punktirten Fleischtheilen“ beschrieben. Insgesamt stach er 110 Werke, bei weiteren dreien ist seine Urheberschaft nicht geklärt.
- Porträts von Kaiser Maximilian I.
- Diplom der Freimaurer von Prag
- Bildungen des gemeinen Volks zu Wien (1780) 84 Blätter mit Kostümfiguren
- Naturforscher Ignaz von Born (1782)
- Karl Fürst de Ligne (1785)
- Joseph II. als Kaiser (1788)
- Joseph Anton, Erzherzog (1796)